# Golazo
Golazo is een internationaal sport- en gezondheidsbedrijf. De Golazo Groep focust op het organiseren van recreatieve en topsportevenementen (ook virtueel), op sporttechnologie en advies. De groep is hoofdzakelijk actief in België, Nederland, Duitsland, Frankrijk en het Verenigd Koninkrijk en stelt 450 mensen te werk. Eind 2019 telde de groep meer dan 1,5 miljoen deelnames aan ruim 1000 evenementen, gebruikten meer dan 2 miljoen mensen een van de bewegingsapps en werden nog eens een half miljoen mensen in bedrijven aan het bewegen gezet via meer dan 100 bedrijf gezondheidsprogramma’s.

## Geschiedenis
Golazo werd in oktober 1990 opgericht door voormalig olympisch atleet Bob Verbeeck als een adviesbureau om merken in contact te brengen met sport. Het Belgische bedrijf begon zich al snel toe te leggen op het organiseren van sportevenementen en dit in meer dan 15 verschillende sporten. In 1994 werd met CIS Benelux een Nederlandse dochteronderneming toegevoegd.
In 2000 nam het Amerikaanse Octagon, de sportmarketingdivisie van The Interpublic Group (IPG), een participatie in CIS, dat tot Octagon CIS werd omgedoopt. In oktober 2007 kwam het bedrijf weer volledig in handen van Verbeeck, die focuste op een geïntegreerde aanpak van sport, entertainment en media. Op 1 januari 2008 veranderde de bedrijfsnaam in Golazo.
In de daaropvolgende jaren kende het Belgische bedrijf een exponentiële en internationale groei met de oprichting van Golazo Nederland, Golazo Duitsland, Golazo Frankrijk en Golazo UK met kantoren in Rotterdam, Eindhoven, Groningen, Berlijn, Düsseldorf, Parijs, Lyon en Londen. Het hoofdkantoor is al sinds 1990 in het Belgische Beringen gevestigd.
In mei 2018 verkocht Verbeeck 20% van de aandelen van Golazo aan negen Belgische en Nederlandse investeerders, waaronder Duco Sickinghe (ex-Telenet) en Johnny Thijs (ex-bpost).
De Golazo Group bestaat anno 2020 uit 45 bedrijven met kantoren in 12 steden in 7 Europese landen.

## Evenementen
Tot de meer dan 1000 evenementen die Golazo jaarlijks organiseert (of organiseerde) behoren:
- Atletiek:
  - Memorial Van Damme (Brussel)
  - Internationales Stadionfest (Berlijn)
  - Nacht van de Atletiek (Heusden)
  - Meeting International d'Athlétisme de la Province de Liège (Luik)
  - Crosscup (veldloopcriterium)
  - Belgisch kampioenschap veldlopen
  - Antwerp 10 Miles
  - Antwerp Night Marathon
  - Marathon van Brussel
  - Marathon van Rotterdam
  - Marathon van Eindhoven
  - 4 Mijl van Groningen
  - Singelloop Utrecht
- Veldrijden
  - Trofee Veldrijden
  - Ethias Cross
  - Cyclocross Zonhoven
  - Cyclocross Citadelle de Namur
  - Jaarmarktcross Niel
- Wielrennen:
  - BinckBank Tour
  - Baloise Belgium Tour
  - Classic Brugge-De Panne
  - Elfstedenronde
  - Zesdaagse van Vlaanderen-Gent
  - WK  wielrennen 2021
- Hockey
  - Europees kampioenschap hockey mannen 2019
  - Europees kampioenschap hockey vrouwen 2019

## Bekende werknemers
Diverse ex-topsporters werken voor of werken samen met Golazo waaronder atleten Cédric Van Branteghem, Marc Corstjens en Christophe Impens, veldrijders Sven Nys en Erwin Vervecken, zeilster Evi Van Acker en turnster Aagje Vanwalleghem.